# Hiltusensaari (ö, lat 62,80, long 30,89)
Hiltusensaari är en ö i Finland. Den ligger i vattendraget Koitajoki och i kommunen Ilomants i den ekonomiska regionen  Joensuu ekonomiska region  och landskapet Norra Karelen, i den sydöstra delen av landet, 400 km nordost om huvudstaden Helsingfors. Öns area är 0,2 hektar och dess största längd är 70 meter i öst-västlig riktning.